# Lei de igual liberdade
A lei de igual liberdade é o preceito fundamental do liberalismo e do socialismo. Declarado de várias maneiras por muitos pensadores, pode ser resumido como a visão de que todas as pessoas devem ter o máximo de liberdade possível, desde que essa liberdade não interfira com a liberdade de qualquer outra pessoa. Embora os socialistas tenham sido hostis ao liberalismo, acusado de "fornecer uma cobertura ideológica para a depredação do capitalismo", foi apontado que "os objetivos do liberalismo não são tão diferentes daqueles dos socialistas", embora essa semelhança de objetivos tenha sido descrita como sendo enganosa devido aos diferentes significados que o liberalismo e o socialismo dão à liberdade, igualdade e solidariedade, incluindo o significado, as implicações e as normas de liberdade igual derivadas disso.

## Definição
Em seu Segundo Tratado do Governo (1689), John Locke escreveu: "Um estado também de igualdade, em que todo o poder e jurisdição é recíproco, ninguém tendo mais do que outro; não havendo nada mais evidente do que as criaturas de a mesma espécie e posição, promiscuamente nascidas com todas as mesmas vantagens da natureza, e o uso das mesmas faculdades, também devem ser iguais entre si, sem subordinação ou sujeição, a menos que o senhor e mestre de todas elas deva, por qualquer declaração manifesta de sua vontade, colocar uma acima da outra, e conferir a ela, por uma nomeação evidente e clara, um direito indubitável de domínio e soberania."
Em "A Full Vindication of the Measures of the Congress", escrito em 1774, Alexander Hamilton escreveu: "Todos os homens têm um original comum, participam de uma natureza comum e, consequentemente, têm um direito comum. Nenhuma razão pode ser atribuída para que um homem deva exercer qualquer poder sobre seus semelhantes mais do que outro, a menos que voluntariamente lhe concedam com tal."
Em Social Statics (1851), Herbert Spencer definiu como uma lei natural "que todo homem pode reivindicar a mais plena liberdade para exercer suas faculdades compatíveis com a posse de liberdade igual para qualquer outro homem." Dito de outra forma por Spencer, "cada um tem liberdade para fazer tudo o que quiser, desde que não infrinja a liberdade igual de qualquer outro."
O anarquista individualista e socialista libertário americano Benjamin Tucker definiu liberdade igual como "a maior quantidade de liberdade compatível com igualdade e mutualidade de respeito, por parte do indivíduo que vive em sociedade, para suas respectivas esferas de ação".

## Visão geral

### Georgismo

#### Direito igual à terra
Em 1775, Thomas Spence publicou um panfleto intitulado Rights of Man baseado na lei da igual liberdade e enfatizou o direito igual à terra. De acordo com Spence, temos direitos iguais à terra, assim como direitos iguais à vida e à liberdade. Negar a algumas pessoas esse direito "é, na verdade, negar-lhes o direito de viver. Pois o direito de privar qualquer coisa dos meios de vida supõe o direito de privá-la da vida.”
Em 1795, Thomas Paine escreveu Justiça Agrária, argumentando: "Liberdade e propriedade são palavras que expressam tudo o que possuímos que não seja de qualidade intelectual. A propriedade é de dois tipos. Primeiro, propriedade natural, ou aquilo que é feito pelo Criador, como Terra, Ar e Água. Em segundo lugar, propriedade artificial ou adquirida, ou aquela que é feita ou produzida pelo homem. Desta não pode haver igualdade, porque, para participar igualmente, é necessário primeiro que todo homem a produza igualmente, o que nunca é o caso; e se fosse, cada um guardando a sua, seria o mesmo que participação. A igualdade da propriedade natural é o assunto tratado neste trabalho. Cada pessoa nascida no mundo nasce o legítimo proprietário de uma certa espécie de propriedade, ou do valor dela."
Tanto Spence quanto Spencer apontaram que negar um direito igual ao uso da terra pode resultar na expulsão de sem terras do planeta e contradiz a lei de liberdade igual. Este ponto foi defendido por reformistas agrários especialmente defendidos por Henry George em Progresso e Pobreza, em que ele buscou resolver isso preferencialmente em se taxando o valor da terra. No entanto, George e outros libertários discordaram sobre o direito igual de usar a terra ser um fundamento de liberdade igual e George discordou de Spencer de que o direito igual de usar a terra implicava que a terra deveria ser nacionalizada. George criticou a abordagem nacionalista de Spence em A Perplexed Philosopher e apontou que o direito igual de usar a terra não implica a co-propriedade da terra, portanto, tudo o que é necessário para alcançar a lei de igual liberdade é taxar a terra com uma imposto sobre o valor da terra que desincentivaria a estocagem de terrenos para fins especulativos (land banking).

### Socialismo

#### Liberdade igual
A ideia do anarquismo e do socialismo de liberdade igual se baseia na igualdade de oportunidades política, social e econômica.
Mikhail Bakunin famosamente proclamou que "[estamos] convencidos de que a liberdade sem o socialismo é privilégio e injustiça, e que o socialismo sem liberdade é escravidão e brutalidade", argumentou que "eu sou verdadeiramente livre apenas quando todos seres humanos, homens e mulheres, são igualmente livres. A liberdade de outros homens, longe de negar ou limitar minha liberdade, é, ao contrário, sua premissa e confirmação necessárias.”
A noção de igual liberdade de Benjamin Tucker implica que "cada pessoa é igualmente livre para buscar seus próprios interesses e é limitada apenas por 'uma mutualidade de respeito'." Tucker argumentou que este é um contrato ou convenção social ao invés de um direito natural, escrevendo: "Agora, a própria liberdade igual sendo uma convenção social (pois não há direitos naturais), é óbvio que o anarquismo reconhece a propriedade de compelir indivíduos a respeitarem uma convenção social. Mas não se segue daí que reconheça a propriedade de compelir indivíduos a respeitar toda e qualquer convenção social. O anarquismo protege a liberdade igual (da qual a propriedade baseada no trabalho é simplesmente uma expressão em uma esfera particular), não porque seja uma convenção social, mas porque é uma liberdade igual, ou seja, porque é o próprio anarquismo.” Tucker argumentou que a liberdade igual deveria ser protegida por meio de associação voluntária, e não por meio do governo, porque o último é a negação da liberdade igual.
Para Paul Eltzbacher, as pessoas têm o direito de resistir à invasão e defender ou proteger sua liberdade pessoal. Eltzbacher escreveu que "[o] indivíduo tem o direito de repelir a invasão de sua esfera de ação." De acordo com Welsh, Tucker propôs que "a lei de igual liberdade receba alguns dentes por meio da criação de 'associações defensivas' que agiriam coercitivamente em nome do princípio anarquista de liberdade igual, proibindo e exigindo reparação por atos invasivos".
Richard P. Hiskes argumenta em Community Without Coercion: Getting Along in the Minimal State que "a crítica do individualismo por sua alegada falta de sentimento comunitário é falsa: o individualismo como meio de organização política é capaz de preservar a liberdade individual e garantir o bem-estar de todas as pessoas na sociedade."